# ما بعد البنيوية
ما بعد البنيوية هي تسمية وضعها أكاديميون أمريكيون للدلالة على أعمال غير متجانسة لمفكرين فرنسيين في العقد السادس والسابع من القرن العشرين. تشمل التسمية التطوارت الفكرية البارزة في النصف الثاني من القرن العشرين للفلاسفة والمنظرين الفرنسيين. تنفي ما بعد البنيوية من إمكانية إجراء دراسة حقيقية للإنسان أو الطبيعة البشرية، لكن يمكن تحليلها من خلال سرد التطور التاريخي (التطور التدريجي من الخرافة إلى السببية كان ضرورياً للوجود الإنساني).
ظهرت مابعد البنيوية كاستجابة للبنيوية التي ظهرت في أوائل النصف الثاني من القرن العشرين والتي رأت بأن الثقافة الإنسانية يمكن فهمها عن طريق الوسائل البنيوية على غرار اللغة(بنيوية اللغة) والتي يمكن أن تميز بين تنظيم الواقع وتنظيم الأفكار والخيال. تختلف طرق نقد البنيوية بين أتباع ما بعد البنيوية على الرغم من الأسس المشتركة بينهم على رفض البنى الذاتية التي تفرضها البنيوية ومعارضة تشكل تلك البنى. من أهم كتاب ما بعد البنيوية ميشيل فوكو وجاك دريدا وجيل دولوز وجوديث بوتلر وجوليا كريستيفا.
تعتبر هذه الحركة قريبة لما بعد الحداثة. كما أثرت الظاهراتية عليها ويقول كولين ديفيد بإن ما بعد البنيوية يجب أن تسمى ما بعد الظاهراتية
انتقد البعض مابعد البنيوية بأنها نسبية وعدمية، كما اعترض البعض على تطرفها وتعقيدها اللغوي ورأوا فيها تهديدا للقيم التقليدية والمعايير المهنية العلمية
رفض العديد من المنتمين لهذه المدرسة اسم ما بعد البنيوية.

## وصلات خارجية
- «البنية والإشارة واللعب في خطاب العلوم الإنسانية» - جاك دريدا (بالإنجليزية)
- معلومات عن ميشال فوكو مع أرشيف بكتاباته ومحاضراته (بالإنجليزية)